# Diademsiska
Diademsiska (Crithagra frontalis) är en fågel i familjen finkar inom ordningen tättingar. Den förekommer i bergstrakter i Centralafrika. Beståndet anses vara livskraftigt.

## Utseende och läte
Diademsiskan är en liten fink med vass näbb och kluven stjärt. Ovansidan är olivgrön, undersidan ljusgul med sparsamma strimmor. Båda könen har ett tydligt gult ögonbrynsstreck, hanen dessutom tydligt svarttecknad ansikte som gett arten dess namn. Arten liknar papyrussiskan (Crithagra koliensis) men förekommer i annan miljö än denna, är mindre streckad undertill och hanen har mer svart i ansiktet. Sången består av en snabb serie med ljusa toner.
Diademsiskan är mycket lik de nära släktingarna gråkindad siska (C. hyposticta) och smalnäbbad siska (C. citrinellides), men har tydligt tunnare näbb, bredare gult band på pannan och ostreckad fjäderdräkt hos honan. Sången är snabb och kvittrig med endast några få böjda visslingar inblandade, jämfört med den långsammare sången hos både smalnäbbad och gråkindad siska. Den senare är dessutom grå i ansiktet, ej svart, och har streckat bröst.

## Utbredning och systematik
Diademsiskan förekommer i höglänta områden i Centralafrika, från östra Demokratiska republiken Kongo till Uganda och norra Zambia. Den behandlas som monotypisk, det vill säga att den inte delas in i några underarter. Tidigare behandlades diademsiskan tillsammans med smalnäbbad siska (C. citrinelloides) och gråkindad siska (C. hyposticta) som en och samma art.

### Släktestillhörighet
Den placerades tidigare i släktet Serinus, men DNA-studier visar att den liksom ett stort antal afrikanska arter endast är avlägset släkt med t.ex. gulhämpling (S. serinus).

## Levnadssätt
Diademssiskan hittas på medelhög till hög nivå i olika typer av miljöer som skogsbryn, trädgårdar, odligsbygd, fuktiga buskmarker och skogslandskap. Den ses vanligen i småflockar.

## Status
Arten har ett stort utbredningsområde och beståndet anses stabilt. Internationella naturvårdsunionen IUCN listar den därför som livskraftig (LC).